# Signe Henschen
Signe Henschen, född Thiel 8 januari 1885 i Stockholm, död 28 oktober 1969 i Oscars församling, var en svensk kvinnosakskvinna, föreläsare och ordförande i Fredrika Bremer-förbundets Stockholmskrets. 
Signe Henschen var dotter till Ernest Thiel och Anna Josephson samt syster till Carin Thiel och Olof Thiel. Redan som 18-åring följde Signe Henschen med Ellen Key till Berlin och arbetade för henne under föreläsningsserien Barnets århundrade. Utöver sitt förtroendeuppdrag hos Svenska Kvinnors Nationalförbund och Fredrika Bremer-förbundet var Henschen även en aktiv medlem inom Rädda Barnen. 
Hon var gift första gången 1904–1907 med Olof Strange och andra gången 1909–1933 med Folke Henschen. Hon födde sex barn. Hon var älskarinna till den tyske hjärnforskaren Oskar Vogt, i vars hem hon vistades långa perioder.
År 2008 skrev hennes barnbarn Helena Henschen boken Hon älskade om Signe Henschen.